# Internationella revisionsstandarder
Internationella revisionsstandarder (ISA) finns framtagna av The International Auditing and Assurance Standards board (IAASB), som är ett självständigt organ som uppgör standarder för revision och andra relaterade områden.
Organen fungerar under The International Federation of Accountants. IAASB syftar till att skapa revision, assurance, kvalitetskontroll och andra tjänster av hög kvalitet och att förbättra konsistensen i praxis av professionella redovisare i världen. FAR (Föreningen för Auktoriserade Revisorer) har översatt standarderna till svenska. 

## Standarderna
Det handlar om standarder för finansiell revision och finansiell information. Standarderna innehåller 36 International Standards on Auditing (ISA) standarder och International Standard on Quality Control (ISQC) standarder. 
ISA standarderna är strukturerade i skilda sektioner enligt följande: introduktion, objektiv, definitioner, krav och tillämpning och annat förklarande material (Introduction, Objective, Definitions, Requirements, Application and Other Explanatory Material). Introducerande sektionen innebär material gällande bland annat syftet, begränsningar och ansvar av revisorer. Varje ISA standard innehåller ett klart påstående av revisorns målsättning i granskningsområdet, som är beskrivet i objektiv-sektionen. Definitioner sektionen ger en bättre förståelse av ISA standarderna. Varje objektiv (målsättning) stöds av klara krav, som är alltid utformade som ”revisorn skall…”. Sektionen om tillämpning och annat förklarande material förklarar i detalj vad kraven betyder, eller innehåller exempel om procedurer som kan vara lämpliga att utför. 

### En fullständig lista av individuella standarder som utgör Internationella Revisionsstandarderna
- ISA 200, Overall Objectives of the Independent Auditor and the Conduct of an Audit in Accordance with International Standards on Auditing
- ISA 210, Agreeing the Terms of Audit Engagements
- ISA 220, Quality Control for an Audit of Financial Statements
- ISA 230, Audit Documentation
- ISA 240, The Auditor's Responsibilities Relating to Fraud in an Audit of Financial Statements
- ISA 250, Consideration of Laws and Regulations in an Audit of Financial Statements
- ISA 260, Communication with Those Charged with Governance
- ISA 265, Communicating Deficiencies in Internal Control to Those Charged with Governance and Management
- ISA 300, Planning an Audit of Financial Statements
- ISA 315, Identifying and Assessing the Risks of Material Misstatement through Understanding the Entity and Its Environment
- ISA 320, Materiality in Planning and Performing an Audit
- ISA 330, The Auditor's Responses to Assessed Risks
- ISA 402, Audit Considerations Relating to an Entity Using a Service Organization
- ISA 450, Evaluation of Misstatements Identified during the Audit
- ISA 500, Audit Evidence
- ISA 501, Audit Evidence-Specific Considerations for Selected Items
- ISA 505, External Confirmations
- ISA 510, Initial Audit Engagements-Opening Balances
- ISA 520, Analytical Procedures
- ISA 530, Audit Sampling
- ISA 540, Auditing Accounting Estimates, Including Fair Value Accounting Estimates, and Related Disclosures
- ISA 550, Related Parties
- ISA 560, Subsequent Events
- ISA 570, Going Concern
- ISA 580, Written Representations
- ISA 600, Special Considerations-Audits of Group Financial Statements (Including the Work of Component Auditors)
- ISA 610, Using the Work of Internal Auditors
- ISA 620, Using the Work of an Auditor's Expert
- ISA 700, Forming an Opinion and Reporting on Financial Statements
- ISA 705, Modifications to the Opinion in the Independent Auditor's Report
- ISA 706, Emphasis of Matter Paragraphs and Other Matter Paragraphs in the Independent Auditor's Report
- ISA 710, Comparative Information-Corresponding Figures and Comparative Financial Statements
- ISA 720, The Auditor's Responsibilities Relating to Other Information in Documents Containing Audited Financial Statements
- ISA 800, Special Considerations-Audits of Financial Statements Prepared in Accordance with Special Purpose Frameworks
- ISA 805, Special Considerations-Audits of Single Financial Statements and Specific Elements, Accounts or Items of a Financial Statement
- ISA 810, Engagements to Report on Summary Financial Statements
- International Standard on Quality Control (ISQC) :Quality Controls for Firms that Perform Audits and Reviews of Financial Statements, and Other Assurance and Related Services Engagements